# Dicrateria
Dicrateria ist eine Gattung (Biologie) von Einzellern der Haptophyta und gehören damit zu  Klasse der Prymnesiophyceae. Diese Organismen sind Teil der marinen Phytoplanktons.
Die Erstbeschreibung der Gattung erfolgte 1949 durch Mary Parke zusammen mit den beiden Spezies D. gilva und D. inornata. Eine neue taxonomische Behandlung findet sich bei Bendif et al. (2013)

## Beschreibung
Die Zellen von Dicrateria sind freischwimmend und nackt, d. h. ohne Kalkschalen (Coccolithen, Panzerung (Theca) oder Zellwand) – normalerweise sind sowohl die unbeweglichen als auch die geißeltragenden (motilen) Zellen der Prymnesiophyceae mit Schuppen (englisch scales) und/oder Coccolithen bedeckt, aber in der Gattung Dicrateria fehlt beides (nach einer anderen Beschreibung hat zumindest D. rotunda kreisförmige Schuppen, s. u.).
Sie besitzen einen etwas steifen Zellkörper (hier als Protoplast bezeichnet), ihre Form ist unveränderlich kugel- bis eiförmig (lateinisch cellula sphaeroidi subovatave ‚sphäroid bis subovat‘).
Eine Rille (Sulcus, wie bei Dinoflagellaten) fehlt.
Die Zellen sind biflagellat mit zwei gleich langen Geißeln, die aus einem deutlich erkennbaren Basalkörperchen entspringen, das sich im hyalinen (transparenten) Teil des Zytoplasmas befindet.
Sie besitzen zwei große gelbe Chromatophoren (d. h. gefärbte Plastiden) in Form von einander gegenüberstehenden kraterförmigen (→Gattungsname!) „Parietalen“ – der Begriff bezeichnet eigentlich das menschliche Scheitelbein, die beiden Chromatophoren stehen sich aber in ähnlicher Weise gegenüber, die konkave (kraterförmige) Fläche nach innen zeigend.
Der mittelgroße Zellkern befindet sich i der Nähe der Stelle, der die beiden Geißeln entspringen.
Die Vermehrung erfolgt asexuell durch Zweiteilung (Schizotomie) im mobilen Lebensstadium.
Dicrateria kann aber auch Zysten, d. h. ein vorübergehendes, geißelloses Ruhestadium (Palmellastadium) ausbilden. In diesem Stadium sin die Zellen ebenfalls kugel- bis eiförmig (sphäroid – subovat) und besitzen eine glatte äußere Membran.
Vertreter der Gattung kommen weltweit (kosmopolitisch) vor, etwa in Europa (Norwegen und im Ärmelkanal), vor Marokko, sowie in Asien (Japan und Tschuktschensee) Ihr Verbreitungsgebiet erstreckt sich insgesamt von den Arktischen Ozean bis in mittlere Breiten.

## Systematik

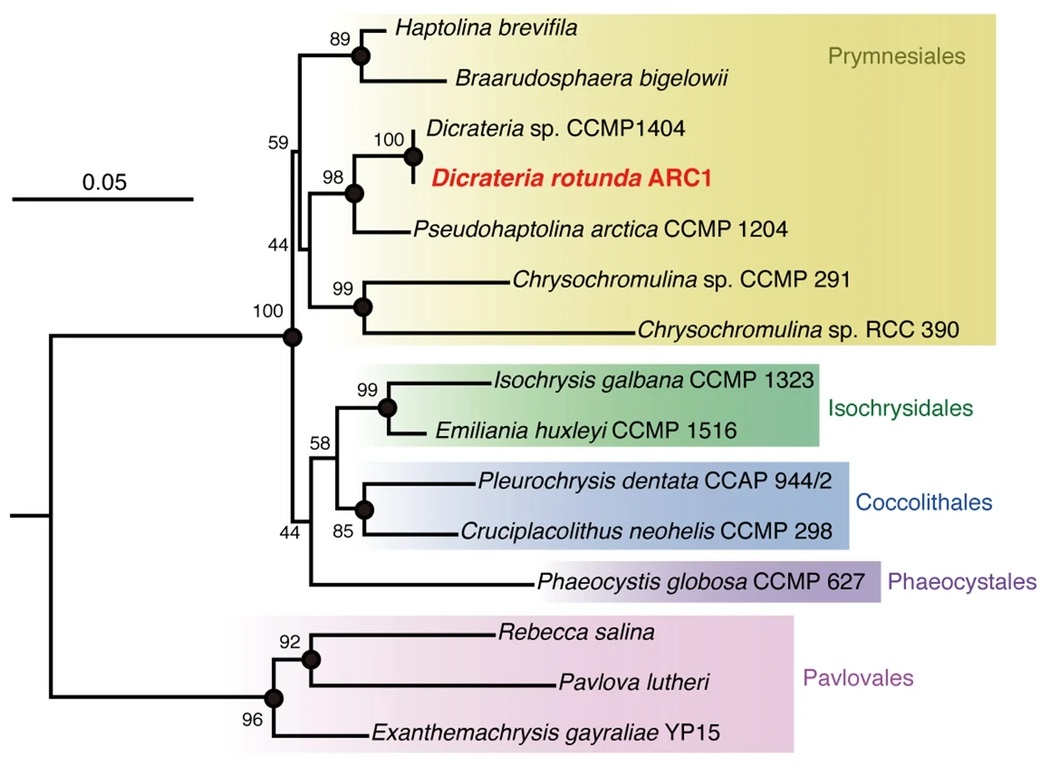
Phylogenetischer Baum der 18S rRNA des Stammes D. rotunda ARC1 und anderer Haptophyten (Maximum-Likelihood-Methode). Es werden Bootstrap-Werte von 1000 Versuchen gezeigt.

Der hier angegebenen Systematik liegen die folgenden Quellen zugrunde:
- A – AlgaeBase[5]
- D – Dyntaxa, Schwedische Universität für Agrarwissenschaften (SLU)[10]
- G – Global Biodiversity Information Facility (GBIF)[8]
- H – Harada et al (2022)[2]
- I – Integrated Taxonomic Information System (ITIS)[11]
- J – National Institute for Environmental Studies (NIES)[12]
- M – Nanotax (Mikrotax)[6]
- N – NCBI (NCBI) Taxonomy Browser,[9] übereinstimmend mit UniProt[13]
- W – World Register of Marine Species (WoRMS)[14]
- µ – Nordic Microalgae and aquatic microzoa (SMHI)[15]

Einigkeit besteht in der Zuordnung zum Phylum Haptophyta.
Als Klasse innerhalb dieses Phylums werden Coccolithophyceae oder Prymnesiophyceae angegeben.
Die Zuordnung in die Haptophyta-Ordnung Isochrysidales gilt weitgehend als unbestritten (nur Dyntaxa nennt eine andere Haptophyta-Ordnung, nämlich Prymnesiales).
Über die genaue Familienzugehörigkeit gibt (oder gab) es allerdings (mindestens) drei verschiedene Ansichten.
Die Spezies D. rotunda wurde 1974 N. Reynolds einer neuen Gattung Imantonia (benannt nach  Irene Manton) als Imantonia rotunda Reynolds zugeordnet. 2013–2015 wurde diese aber von El M. Bendif & I. Probert (seit 20. April 2017 und bis heute gültig) der Gattung Dicrateria als D. rotunda (N.Reynolds) El M.Bendif & I.Probert zugeordnet. Der Gattungsname Imantonia ist damit nur noch ein Synonym für Dicrateria (D,M).
Ordnung: Isochrysidales Pascher (A;I,N;W) bzw. Prymnesiales (D)
- Familie: Isochrysidaceae Bourrelly (A,G,I,N,µ) bzw. Prymnesiaceae (D: Isochrysidaceae Pascher bis 24. April 2017) bzw. Gephyrocapsaceae nach Throndsen (1997)[5]
  - Gattung: Dicrateria Parke, 1949[1] (A,D,G,I,J,M,N,W,µ)
    - Spezies D. gilva Parke, 1949 (A,D,G,I,M,W,µ) – Fundort: Oslofjord (Norwegen), Plymouth (GB)[1]
    - Spezies D. inornata Parke, 1949 (A,D,G,I,N,W,µ) bzw. Parke, 1949 emend. Green & Pienaar, 1977 – Fundort: Oslofjord und Bäreninsel (Bjørnøya) in Norwegen; Plymouth und Wales in GB[1] (N)
    - Spezies D. rotunda (N.Reynolds) El M.Bendif & I.Probert 2013/2014/2015 (A,D,G,J,M,N,W) mit Basionym: Imantonia rotunda Reynolds 1974,[1] benannt nach Irene Manton (M) – Fundort Süd-Kattegatt[1] u. a. m.
      - Stamm: ARC1 – Fundort: Tschuktschensee (Arktischer Ozean), 2013 (H,N)
      - Stamm Hp38EHU – Fundort: Santurce (Baskenland, Spanien) (N)
      - Stamm RCC406 – Fundort: Ärmelkanal (N)
      - Stämme NIES1001, NIES2779, NIES2780 und NBRC102791 – Fundort Nordpazifik (H)

    - Spezies D. vlkianum Caraus, 2002[16] (A?,W) nom. inval.(?) – Fundort: Rumänien
    - Spezies Dicrateria sp. ALGO HAP49, Kandidat aus Metagenomik (N)
    - Spezies Dicrateria sp. RCC12079, Kandidat aus Metagenomik – Fundort: Marokko (N)
    - Spezies Dicrateria sp. RCC42149, Kandidat aus Metagenomik (N)
    - Spezies Dicrateria sp. RCC3437 – Fundort Südatlantik (H)
    - Spezies Dicrateria sp. RCC4577 – Fundort Südatlantik (H)
    - Spezies Dicrateria sp. RCC4578 – Fundort Südatlantik (H)
    - Spezies Dicrateria sp. RCC5635 – Fundort Südpazifik (H)
    - Spezies Dicrateria sp. RCC5639 – Fundort Südpazifik (H)
    - Spezies Dicrateria sp. RCC4214 – Fundort Nordatlantik (H)

Die Typusart (Holotypus) der Gattung Dicrateria ist D. inornata.
Diese wurde zwar 1949 von Mary Parke nicht als Typus bezeichnet. Green & Pienaar (1977) waren aber der Ansicht, dass die andere Art – D. gilva – einer erneuten Isolierung und Untersuchung bedarf. Daher gingen Jordanet et al. (2005) von D. inornata als der Typusart aus.
Der Typus wurde außerdem auch in P. Bourrelly (1957) bezeichnet.

## Dicrateria rotunda

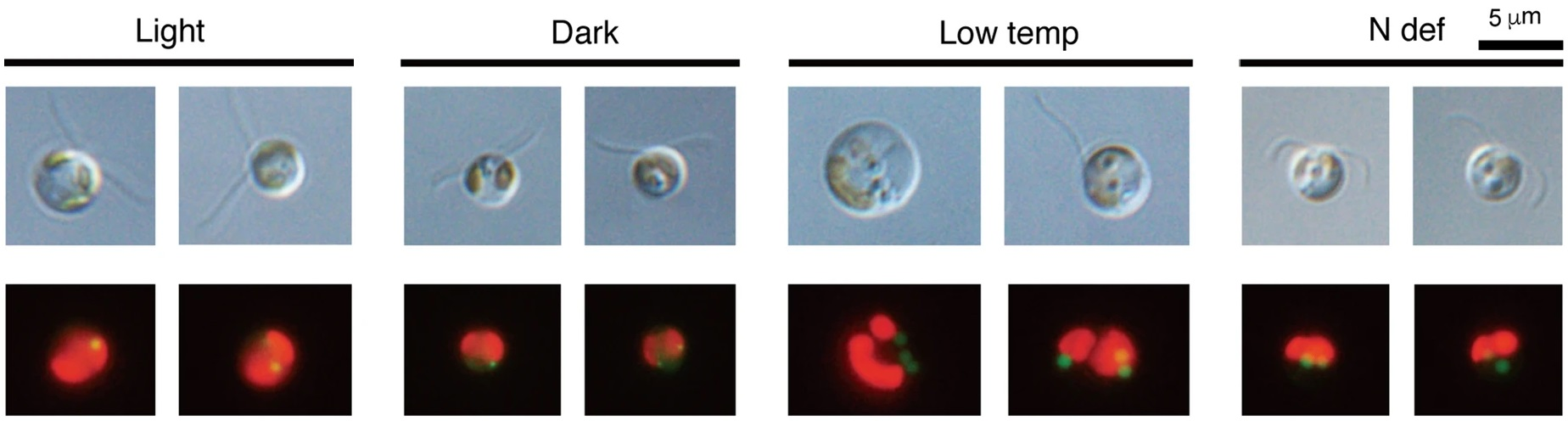
Unterschiedliches Erscheinungsbild von D. rotunda ARC1 je nach Wachstumsbedingungen; obere Reihe: LM-, untere Reihe: FM-Aufnahmen.

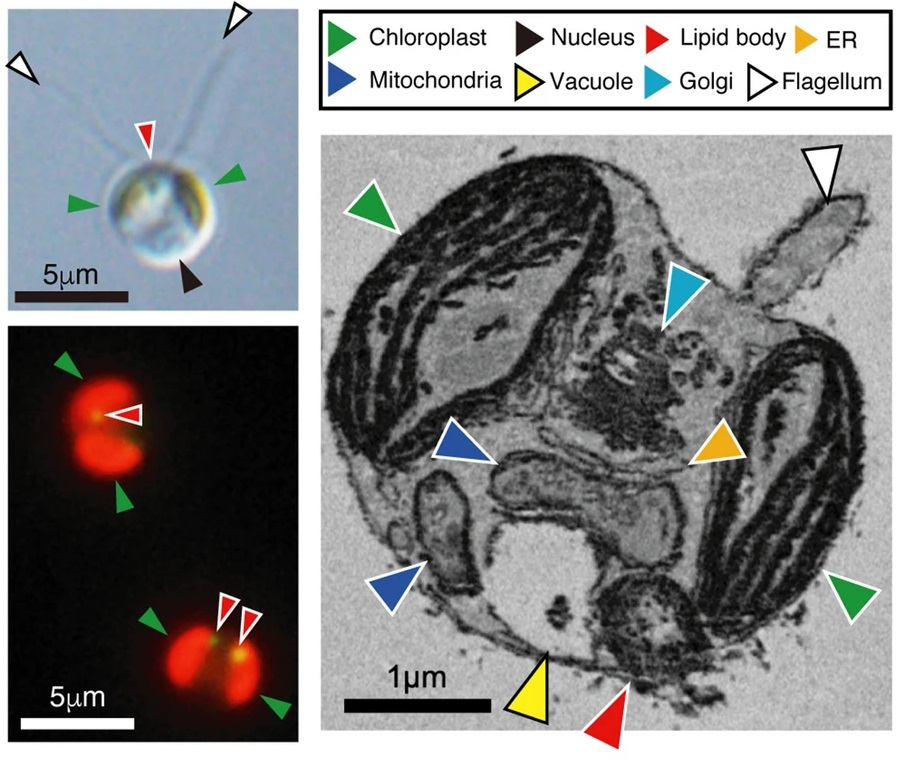
Zellen von D. rotunda ARC1 (aus Kultur). Links oben: DIK-Aufnahme, links unten: FM-Aufnahme (gefärbt), rechts: REM-Aufnahme. Die beobachteten zellulären Strukturen sind als farbige Pfeile dargestellt:
● grün: Chloroplast
● schwarz: Zellkern
● rot: Lipidkörper
● beige: Endoplasmatisches Retikulum
● dunkelblau: Mitochondrien
● gelb: Vakuole
● blau: Golgi-Apparat
● weiß: Geißeln

D. rotunda wurde 1974 von N. Reynolds als in ihrer Gattung monotypische Art Imantonia rotunda erstbeschrieben, die aber in den 2010er Jahren mit der Gattung Dicrateria verschmolzen wurde.
Wie für die gesamte Gattung typisch, sind die Zellen von D. rotunda mehr oder weniger kugelförmig, 3–4 µm im Durchmesser. Die beiden Geißeln sind glatt und 1–1½ Zelldurchmesser lang; Haptonema wurden nicht gefunden. In jüngeren Zellen finden sich zwei goldbraune parietale Chloroplasten (daher auch als Chromatophoren beschrieben), in älteren manchmal auch vier oder fünf, mit eingebetteten Pyrenoiden. Nach dieser Beschreibung trägt der Zellkörper von D. rotunda kreisförmige Schuppen (en. circular scales) mit groben radialen Fibrillen an ihren proximalen Flächen (Durchmesser der kreisförmigen Schuppen etwa 0,5 µm). Reservestoffe werden als Leucosin gespeichert. Eine ausführliche Beschreibung findet sich auf Nanotax.
Im Jahr 2022 wurde von Naomi Harada, Yuu Hirose, Kazuyoshi Murata und Kollegen diese Spezies zusammen mit einigen anderen Stämmen der Gattung einer eingehenden Analyse unterzogen, wobei festgestellt wurde, dass diese Organismen in der Lage sind n-Alkane (insbesondere Erdöl) zu produzieren.

## Erdölproduktion
Von einigen Stämme der Ordnung Isochrysidales, darunter Emiliania huxleyi, war bereits bekannt, dass sie langkettige Alkenone (ungesättigte Methyl- oder Ethylketone) produzieren.
Dabei stellte sich heraus, dass D. rotunda gesättigte, unverzweigte Kohlenwasserstoffe (n-Alkane) mit einer Kettenlänge im Bereich von 10 bis 38 synthetisieren können, was eine Kettenlänge ist, die Erdöl entspricht (Kettenlänge bei Benzin: 10–15, Diesel: 16–20 und Heiz- und Schweröl > 21). D. rotunda ist damit der erste Organismus, von dem bekannt wurde, dass er zur Erdölproduktion fähig ist. In der Studie wurden insgesamt elf Dicrateria-Stämme die während einer Wissenschaftskreuzfahrt im Arktischen Ozean gewonnen wurden untersucht, darunter D. rotunda ARC1 aus der Tschuktschensee vor der Nordküste Sibiriens. Außer diesem wurden die folgende Stämme von D. rotunda untersucht: NIES1001, NIES2779, NIES2780 und NBRC102791 (alle vom Nordpazifik); sowie Dicrateria sp. RCC3437, RCC4577 und RCC4578 vom Südatlantik; Dicrateria sp.  RCC5635 und RCC5639 vom Südpazifik; und RCC4214  vom Nordatlantik.
Alle diese Stämme waren in der Lage, eine Reihe gesättigter Kohlenwasserstoffe zu synthetisieren. Offenbar ist diese Synthesefähigkeit in der gesamten Gattung Dicrateria anzutreffen. Bei D. rotunda ARC1 konnte gezeigt werden, dass der Gehalt an gesättigten Kohlenwasserstoffen unter dunklen und stickstoffarmen Bedingungen ansteigt; er erhöhte sich im Dunkeln auf das 6,6-Fache und bei Stickstoffmangel auf das 49-Fache. In den Zellen finden sich dann ölgefüllte Hohlräume.
Die genaue Funktion dieser Öltröpfchen in der Zelle ist noch nicht bekannt.
Eine mögliche Funktion der n-Alkane in Dicrateria könnte darin bestehen, das Membransystem während der Schrumpfung des Zellvolumens unter dem Stress der dunklen und stickstoffarmen Wachstumsbedingungen in optimalem Zustand zu halten.
Das Verständnis der physiologischen Funktion und der Biosynthesewege dieser gesättigten Kohlenwasserstoffe könnte in Zukunft möglicherweise zur Entwicklung von Biokraftstoffen beitragen.